# Жас канат
«Жас канат» (каз. «Жас қанат» — «Молодые крылья») — ежегодный казахстанский конкурс молодых исполнителей эстрадной песни. Проводится с 1992 года: сперва в Алма-Ате, с 2001 года в Астане.

## Регламент
«Жас канат» — конкурс песни для исполнителей популярной музыки, проживающих в Казахстане. В конкурсе могут принимать участие как сольные исполнители, так и ансамбли. Ограничение по возрасту исполнителей — до 30 лет включительно. В конкурсе нельзя принимать участие дважды.
Заявку на участие в конкурсе необходимо сопровождать фонограммами трёх песен хронометражом не более 4 минут каждая. В ходе предварительных прослушиваний определяются финалисты, числом не более 20, которые принимают участие в финальном этапе. Выступления финалистов проходят под минусовки. Жюри по результатам выступлений распределяет дипломы трёх степеней, а также специальные призы.

## История
Впервые «Жас канат» прошёл в 1992 году в Алма-Ате. Инициатором и бессменным (по состоянию на 2018 год) продюсером конкурса является Мурат Иргалиев. К 1992 году Иргалиев уже был широко известен как музыкальный продюсер благодаря другому организованному им конкурсу — «Азия дауысы». Ему же принадлежит авторство названия «Жас канат». Новый конкурс, в отличие от «Азия дауысы», был ориентирован только на участников из Казахстана.
В 2001 году «Жас канат» переехал в Астану, новую столицу Казахстана. Учредителями конкурса в настоящее время являются акимат города Астаны, агентство «Хабар» и дирекция фестиваля «Азия дауысы». С 2001 по 2012 годы конкурс проходил в Конгресс-холле, а в 2013 году перебазировался во Дворец мира и согласия.
«Жас канат» открыл для казахской эстрады новое поколение молодых певцов. Среди лауреатов и дипломантов конкурса — Медеу Арынбаев и Ерлан Кокеев, группа «Уркер», Бахыт Шадаева, Нурлан Абдуллин, Руслан Тохтахунов, группа «Яшлык», Майра Даулетбекова, Бахытжан Хаджимуканов, Бауржан Исаев, Курмаш Маханов, Ангелина Александрова, Пётр Шарипов, Жанна Саттарова, группа «Аян», Мадина Садвакасова и др.
Жюри в разные годы возглавляли казахские музыканты, получившие широкое признание в СССР: Бибигуль Тулегенова, Роза Багланова, Ермек Серкебаев, Кенес Дуйсекеев, Толеген Мухамеджанов, Нуржамал Усенбаева. Членами жюри побывали музыканты ВИА «Дос-Мукасан» Мурат Кусаинов и ВИА «Ялла» Фаррух Закиров, эстрадные певцы Роза Рымбаева, Макпал Жунусова, Мурат Насыров, Сара Тыныштыгулова, Нагима Ескалиева и Карина Абдуллина, скрипачка Айман Мусаходжаева, композитор Сейдолла Байтереков, продюсеры Байгали Серкебаев и Еркеш Шакеев, поэт-песенник Шомишбай Сариев, министр культуры Казахстана Арыстанбек Мухамедиулы и многие другие. Среди членов жюри присутствуют и бывшие участники конкурса, в том числе Нурлан Абдуллин, Мадина Садвакасова и Жанар Дугалова.
В 2019 году колумнист новостного агентства «Sputnik Казахстан» отмечал спад популярности конкурса.

### Аллея «Жас канат»
С 1997 года участниками конкурса поддерживается традиция высаживать деревья на памятной аллее. К настоящему времени насчитывается пять аллей «Жас канат»: одна в Алматы и четыре в Астане. С 1997 по 2001 годы деревья высаживались в одном из алматинских скверов. После переезда конкурса в Астану с 2001 по 2003 годы памятную аллею разбивали перед дворцом спорта «Алатау», с 2004 по 2005 годы — перед этно-мемориальным комплексом «Атамекен», с 2005 по 2013 годы — в обновлённом Городском парке, а с 2013 года — перед Дворцом мира и согласия.

## Лауреаты
| Год  | Первая премия        | Первая премия                         | Вторая премия           | Вторая премия                      | Третья премия           | Третья премия                            |
| Год  | Лауреат              | Регион                                | Лауреат                 | Регион                             | Лауреат                 | Регион                                   |
| ---- | -------------------- | ------------------------------------- | ----------------------- | ---------------------------------- | ----------------------- | ---------------------------------------- |
| 1992 | не присуждалась      | —                                     | Медеу Арынбаев          | Южно-Казахстанская область         | Майра Даулетбакова      | Алма-Ата                                 |
| 1992 | не присуждалась      | —                                     | Группа «Alma-Ata Forst» | Алма-Ата                           | Манарбек Байтасов       | Кустанайская область                     |
| 1993 | Группа «Казахстан»   | Туркестан, Южно-Казахстанская область | Группа «Парвоз»         | Ленгер, Южно-Казахстанская область | Асылбек Абдулов         | Западно-Казахстанская область            |
| 1993 | Группа «Казахстан»   | Туркестан, Южно-Казахстанская область | Группа «Комитет»        | Талды-Курган                       | Ерлан Кокеев            | Караганда                                |
| 1994 | Группа «Плюс»        | Алматы                                | Группа «Уркер»          | Алматы                             | Светлана Пекина         | Караганда                                |
| 1994 | Группа «Плюс»        | Алматы                                | Василий Соловарь        | Караганда                          | Нурлан Муратбаев        | Кзыл-Орда                                |
| 1995 | Группа «АР-клуб»     | Алматы                                | Сергей Каунов           | Караганда                          | Наталья Жуланова        | Лисаковск, Кустанайская область          |
| 1995 | Группа «АР-клуб»     | Алматы                                | Сергей Каунов           | Караганда                          | Берик Саметов           | Кзыл-Орда                                |
| 1995 | Группа «АР-клуб»     | Алматы                                | Бахытжан Хаджимуханов   | Шымкент                            | Баян Есентаева          | Алматы                                   |
| 1996 | Жайляу Заркынулы     | Жетысай, Южно-Казахстанская область   | Бауыржан Исаев          | Шымкент                            | Хадиша Шалабаева        | Шымкент                                  |
| 1996 | Жайляу Заркынулы     | Жетысай, Южно-Казахстанская область   | Дмитрий Чесноков        | Кустанай                           | Бауржан Мусин           | Петропавловск                            |
| 1997 | Гаухар Каспакова     | Тараз                                 | Ангелина Александрова   | Павлодар                           | Бахытжан Бермагамбетова | Семипалатинск                            |
| 1997 | Гаухар Каспакова     | Тараз                                 | Курманбай Маханов       | Тараз                              | Группа «Mary Long»      | Алматы                                   |
| 1998 | Группа «Аян»         | Алматы                                | Нургали Турлыбеков      | Шымкент                            | Владимир Ступин         | Шымкент                                  |
| 1999 | Мадина Садвакасова   | Кызылорда                             | Дильмурат Бахаров       | Алматы                             | Анна Михайлова          | Семипалатинск                            |
| 2000 | Гульнур Оразымбетова | Алматы                                | Нургуль Нугуманова      | Семипалатинск                      | Бейбит Корган           | Атырау                                   |
| 2001 | Жанар Дугалова       | Павлодар                              | Руслан Садыков          | Кызылорда                          | Нурболат Сейтмуратов    | Кызылорда                                |
| 2002 | Айнур Байнулдинова   | Семипалатинск                         | Группа «Жас кыран»      | Уральск                            | Айжан Керимкулова       | Алматы                                   |
| 2003 | Асел Мадекешова      | Астана                                | Кадырболат Едиров       | Уральск                            | Индира Мукина           | Павлодар                                 |
| 2003 | Асел Мадекешова      | Астана                                | Фархат Ескенеев         | Алматы                             | Маншук Турсынгазина     | Талдыкорган                              |
| 2004 | Хамиль Суйекбаев     | Астана                                | Александр Шатило        | Кокшетау                           | Альден Жаксыбеков       | Шымкент                                  |
| 2004 | Хамиль Суйекбаев     | Астана                                | Александр Шатило        | Кокшетау                           | Динара Турлина          | Караганда                                |
| 2005 | Нуржан Халжанов      | Туркестан, Южно-Казахстанская область | Баян Бекешбаева         | Алматы                             | Ануар Ералин            | Астана                                   |
| 2006 | Кайыржан Оспанов     | Кызылорда                             | Жанылсын Хасанова       | Уральск                            | Айгуль Адиханова        | Шымкент                                  |
| 2007 | Бейбит Алдабергенов  | Актобе                                | Асель Иргебай           | Костанай                           | Дарханбек Абсултанов    | Сарыагаш, Южно-Казахстанская область     |
| 2008 | Дауренбек Мергалиев  | Уральск                               | Диас Нусупов            | Талдыкорган                        | Анастасия Пикулева      | Костанай                                 |
| 2009 | Асем Омарова         | Семей                                 | Асель Абдрахманова      | Талдыкорган                        | Группа «MELO’MEN»       | Костанай                                 |
| 2010 | Арайлым Абдибекова   | Кокшетау                              | Батырхан Маликов        | Костанай                           | Айчурек Умбеталиева     | Алматы                                   |
| 2011 | Нурбол Балапанов     | Астана                                | Арайлым Калмухамбетова  | Талдыкорган                        | Гулмира Жумабекова      | Павлодар                                 |
| 2012 | Димаш Кудайберген    | Актобе                                | Гульнара Дамаева        | Астана                             | Кульаим Каирбаева       | Курчатов, Восточно-Казахстанская область |
| 2013 | Аида Байгелова       | Актау                                 | Келбет Отынбаева        | Семей                              | Мухит Ахметов           | Петропавловск                            |
| 2014 | Эльдар Омаров        | Астана                                | Нурсултан Карабалиев    | Уральск                            | Батыржан Багдат         | Астана                                   |
| 2015 | Ринат Темиржан       | Кокшетау                              | Султан Ахмет            | Астана                             | Лаура Айтбаева          | Караганда                                |
| 2016 | Парасат Отан         | Семей                                 | Группа «Уш жуз»         | Караганда                          | Айбет Даулеткалиев      | Уральск                                  |
| 2017 | Мадияр Бахтияров     | Павлодар                              | Беркут Жанай            | Петропавловск                      | In Coro                 | Усть-Каменогорск                         |
| 2018 | Бахтияр Акылбек      | Астана                                | Замира Сагадиева        | Астана                             | Арманай Абдымомынова    | Караганда                                |
| 2019 | Дидар Абдухалык      | Шымкент                               | Жанболат Узакбай        | Нур-Султан                         | Адиль Балтабаев         | Кокшетау                                 |